# Élíasz Atmadzídisz
Élíasz Atmadzídisz (görögül: Ηλίας Ατματσίδης; Kozáni, 1969. április 24. –) görög válogatott labdarúgókapus.

## Pályafutása

### Klubcsapatban
1988 és 1992 között a Pontion Vériasz csapatában játszott. 1992 és 2003 között az AÉK Athén játékosa volt, melynek tagjaként bajnokságot, kupát és szuperkupát nyert. 1998-ban és 1999-ben az év kapusának választották Görögországban. 2003 és 2005 között a PAÓK Szaloniki kapusa volt.

### A válogatottban
1994 és 1999 között 47 alkalommal szerepelt a görög válogatottban. Részt vett az 1994-es világbajnokságon.

## Sikerei, díjai
AÉK Athén
- Görög bajnok (2): 1992–93, 1993–94
- Görög kupagyőztes (4): 1995–96, 1996–97, 1999–2000, 2001–02
- Görög szuperkupagyőztes (1): 1996

PAÓK Szaloniki
- Görög kupagyőztes (1): 2002–03

## Külső hivatkozások
- Élíasz Atmadzídisz adatlapja a National-Football-Teams.com oldalon (angolul)

- Élíasz Atmadzídisz (angol nyelven). FootballDatabase.eu
- Élíasz Atmadzídisz (angol nyelven). eu-football.info
- Élíasz Atmadzídisz adatlapja a worldfootball.net oldalon (angolul)